# Национальный музей изящных искусств (Гавана)
Национальный музей изящных искусств (исп. Museo Nacional de Bellas Artes) — крупнейший художественный музей Кубы, расположен в столице страны — Гаване.

## Общие сведения

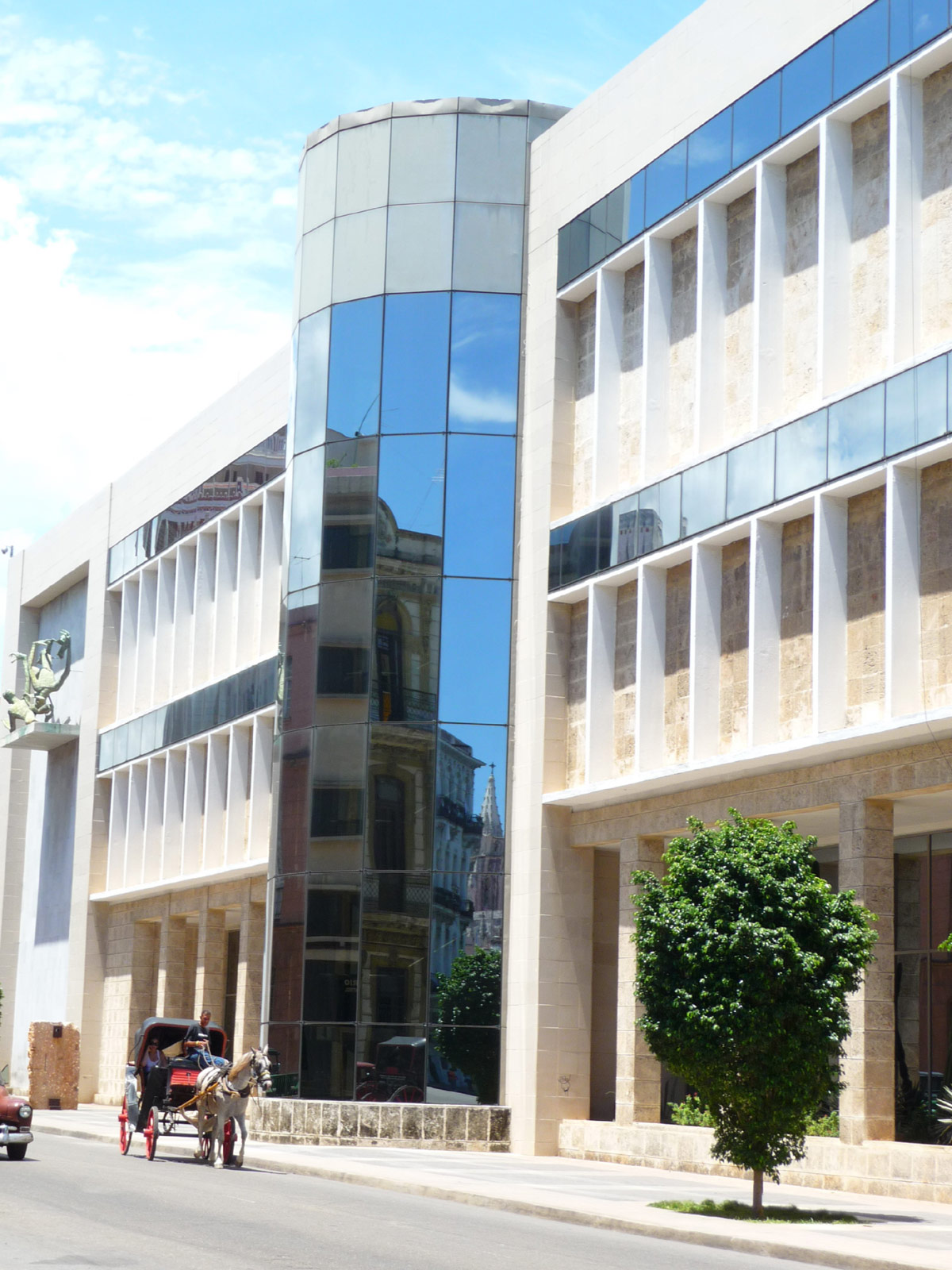
Palacio de Bellas Artes

Музей основан 23 февраля 1913 года. С 1953 года находится в нынешнем помещении — Дворце изящных искусств (Palacio de Bellas Artes). На общей площади более чем в 7 тысяч м² экспонируются около 1200 предметов живописи, скульптуры, графические и ювелирные работы от времён античного мира и вплоть до современности, мастеров Европы и Америки, а также кубинское искусство начиная от колониального периода и до эпохи построения социализма.

## Собрание
Основной фонд коллекции музея составляет европейская живопись от XV и до начала XX столетий. Это прежде всего работы английских, французских, испанских, нидерландских, итальянских мастеров, ряд из которых имеют огромную художественную ценность.
Среди творений нидерландского Возрождения следует назвать триптих Ханса Мемлинга «Мария с младенцем и опекунами», немецкого — картину Лудгера том Ринга-младшего «Портрет дамы».
К лучшим работам фламандской школы следует отнести хранящиеся здесь полотна Яна Брейгеля-младшего, Питера Пауля Рубенса, Антониса ван Дейка, английской — Томаса Гейнсборо, Томаса Лоуренса, Уильяма Тёрнера, Джошуа Рейнольдса.
Из голландской живописи особенно интересны произведения Рембрандта, Виллема Геды, Яна Стена, Барента Фабрициуса, Виллема ван Мириса, французской — работы Коро, Шарль-Франсуа Добиньи, Жан-Франсуа Милле, Франсуа-Ксавье Фабра, итальянской — находящиеся здесь полотна Тинторетто, Гвидо Рени, Аньоло Бронзино, Франческо Гварди, Аннибале Карраччи и др., испанской — Бартоломе Мурильо, Хосе де Риберы, Диего Веласкеса, Франсиско де Сурбарана.

## Галерея

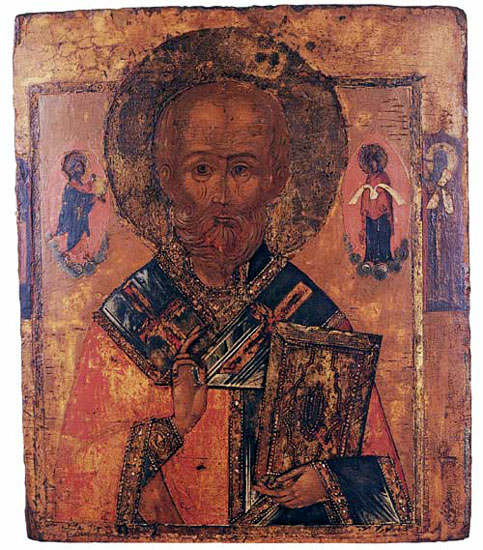
Николай-Угодник (русская школа, XVII ст.)
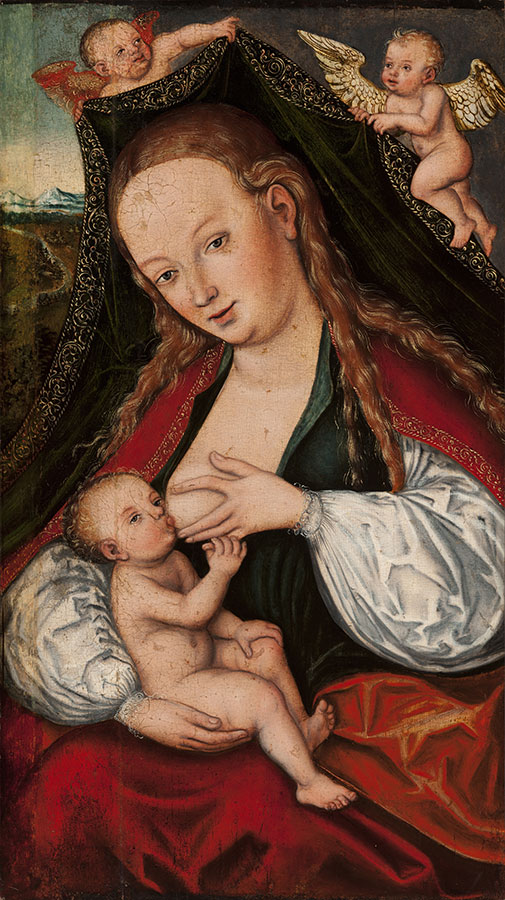
Лукас Кранах-старший, Мадонна с младенцем
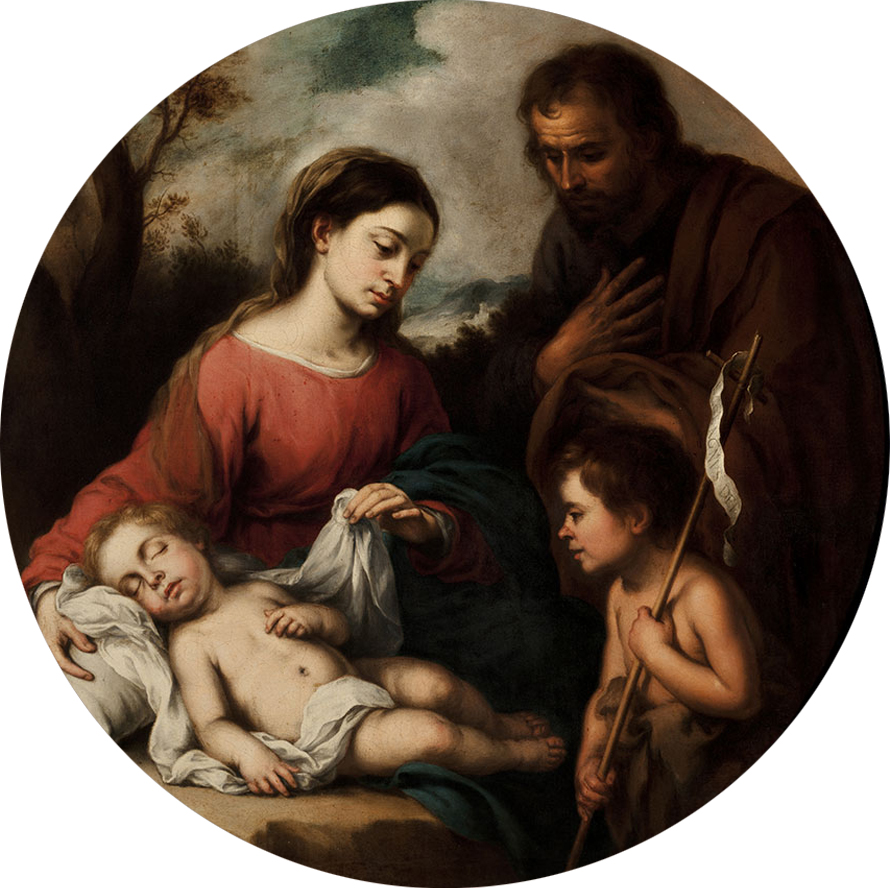
Б.Э.Мурильо, Святое семейство со святым Иоанном
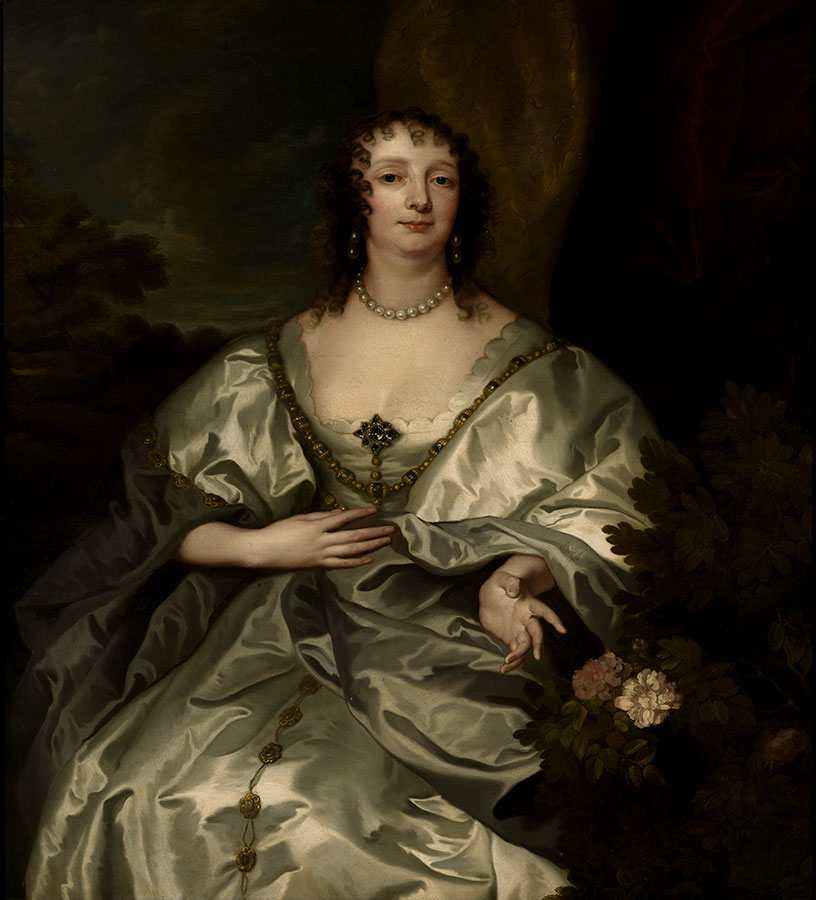
Антонис ван Дейк, Портрет Анны Вильерс, леди Далкейт
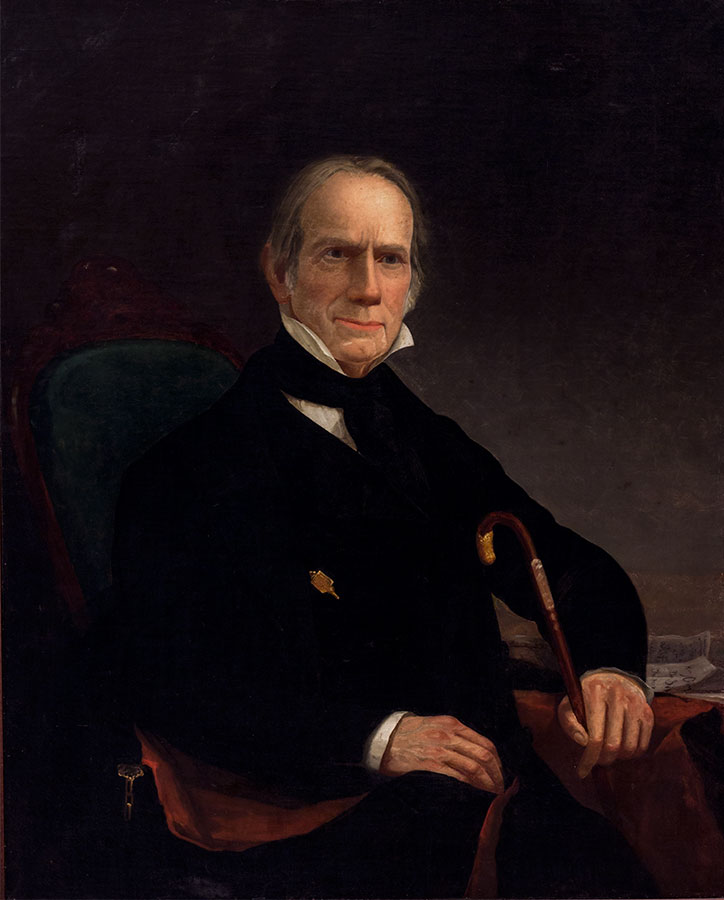
Ч.К.Ингэм, Портрет Генри Клэя
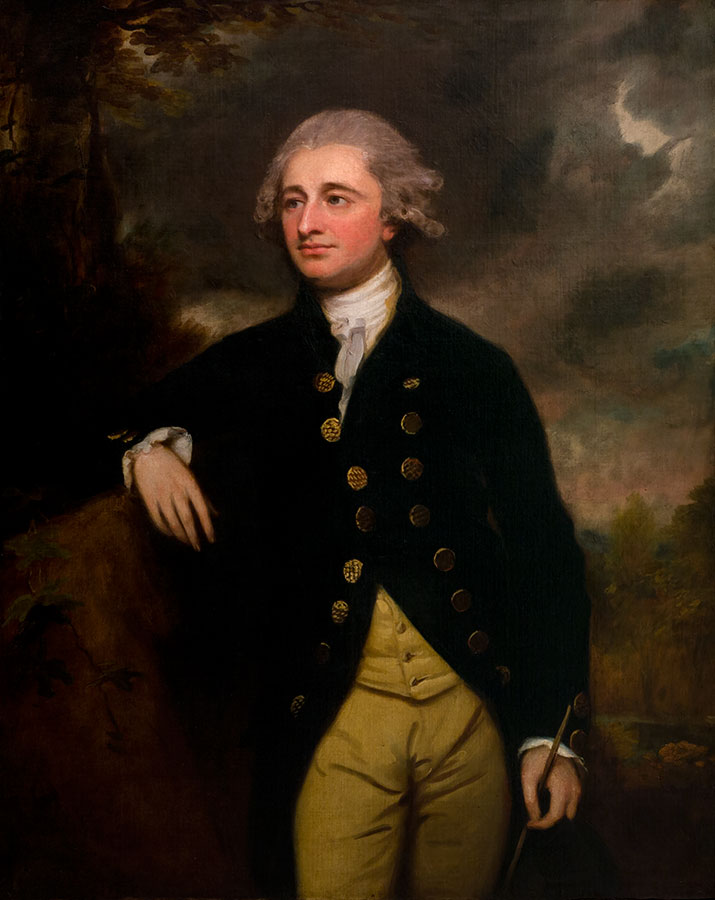
Джордж Ромни, Портрет сэра Уильяма Лемона
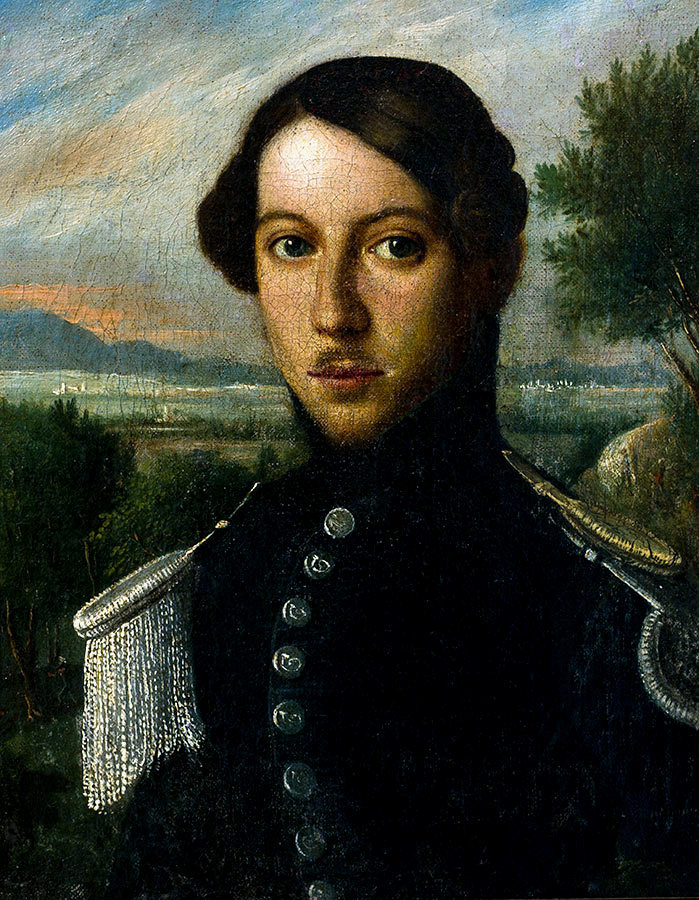
Ж.-О.-Д.Энгр, Портрет герцога Орлеанского
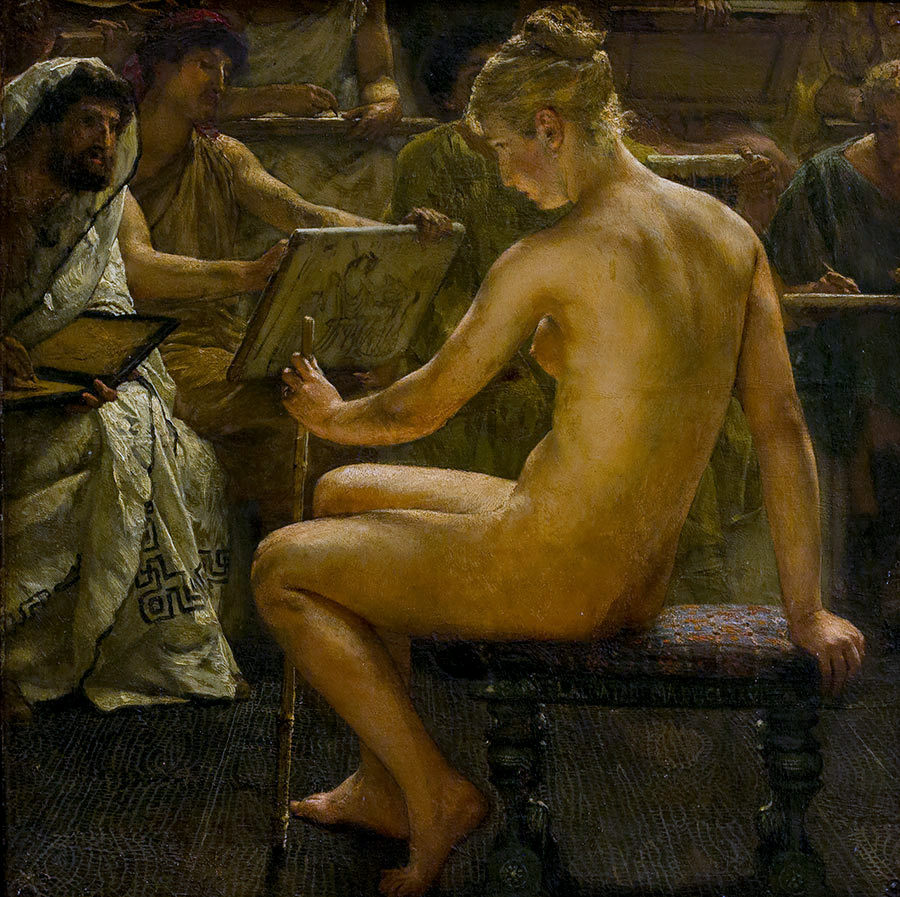
Л.Альма-Тадема, Римские эскизы
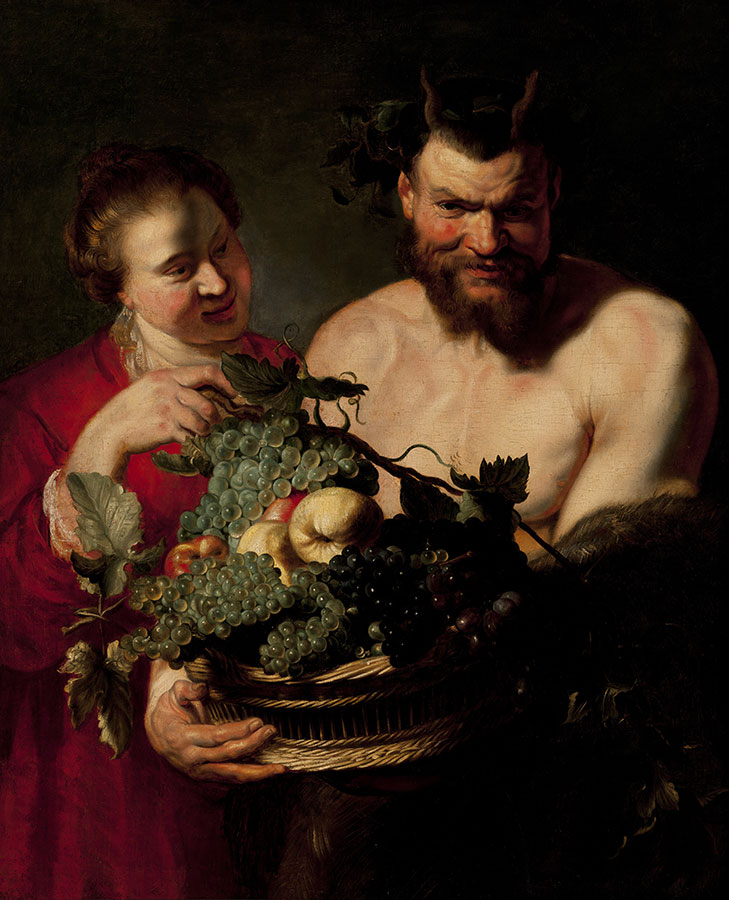
П.-П.Рубенс, Фавн и девушка (1620-1625)
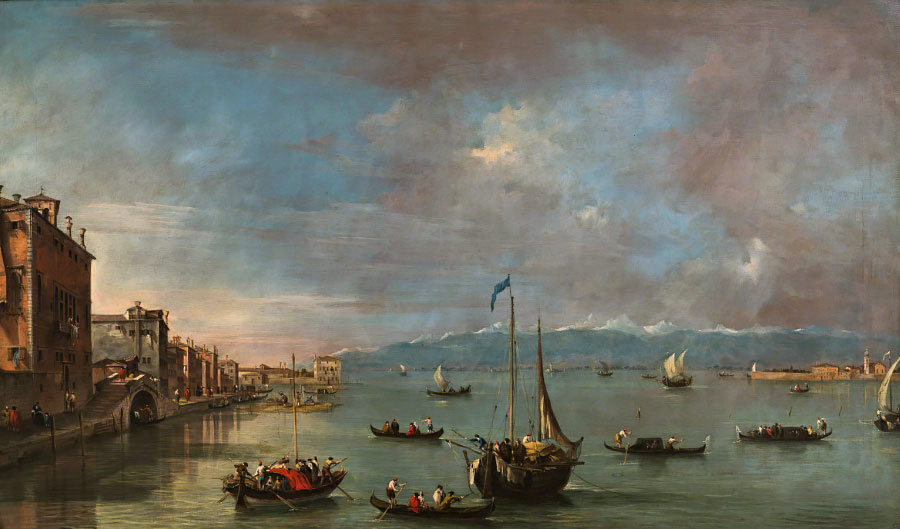
Франческо Гварди, Венецианская лагуна
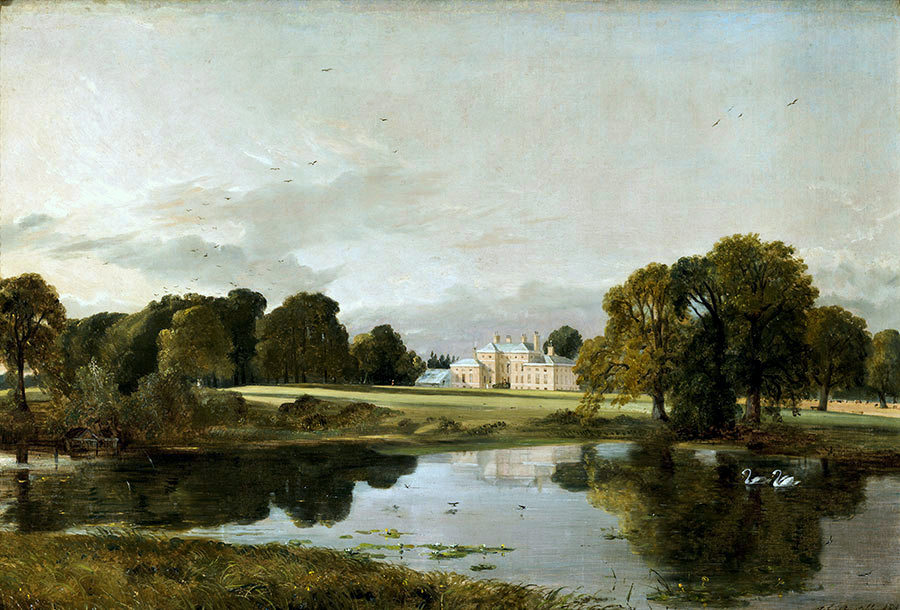
Джон Констэбль, Мэлверн-Холл, Уорикшир (1821)
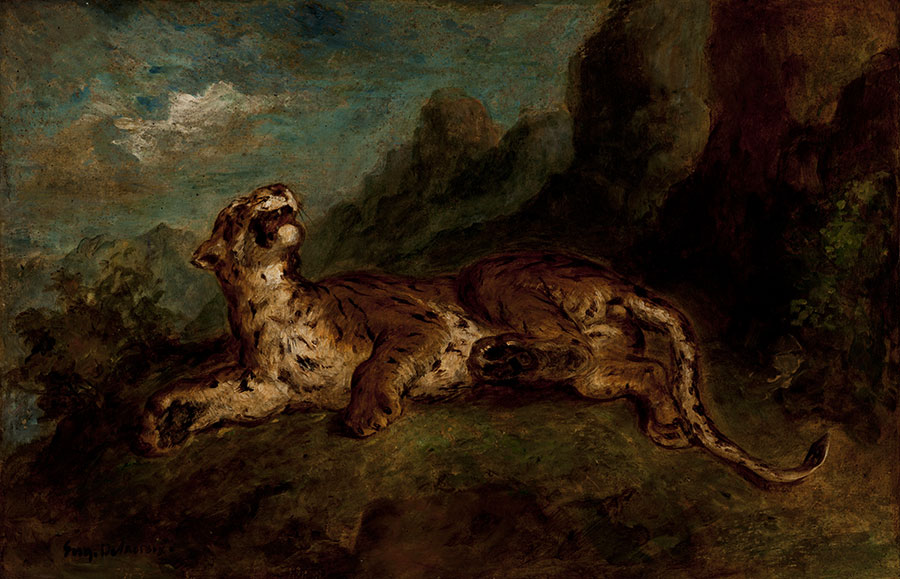
Э.Делакруа, Тигр